# Actinostemon
Actinostemon, biljni rod iz porodice mlječikovki. Pripada mu 20 vrsta koje rastu po tropskoj Americi

## Vrste
1. Actinostemon amazonicus Pax & K.Hoffm.
2. Actinostemon brachypodus (Griseb.) Urb.
3. Actinostemon caribaeus Griseb.
4. Actinostemon concepcionis (Chodat & Hassl.) Hochr.
5. Actinostemon concolor (Spreng.) Müll.Arg.
6. Actinostemon desertorum (Müll.Arg.) Pax
7. Actinostemon echinatus Müll.Arg.
8. Actinostemon glaziovii Pax & K.Hoffm.
9. Actinostemon guyanensis Pax
10. Actinostemon imbricatus Müll.Arg.
11. Actinostemon klotzschii (Didr.) Pax
12. Actinostemon lagoensis (Müll.Arg.) Pax
13. Actinostemon lasiocarpus (Müll.Arg.) Baill.
14. Actinostemon leptopus (Müll.Arg.) Pax
15. Actinostemon macrocarpus Müll.Arg.
16. Actinostemon mandiocanus (Müll.Arg.) Pax
17. Actinostemon roseliae L.S.Oliveira, A.L.Melo & M.F.Sales
18. Actinostemon schomburgkii (Klotzsch) Hochr.
19. Actinostemon sparsifolius (Müll.Arg.) Pax
20. Actinostemon verticillatus (Klotzsch) Baill.